# Koeloenda-hoofdkanaal

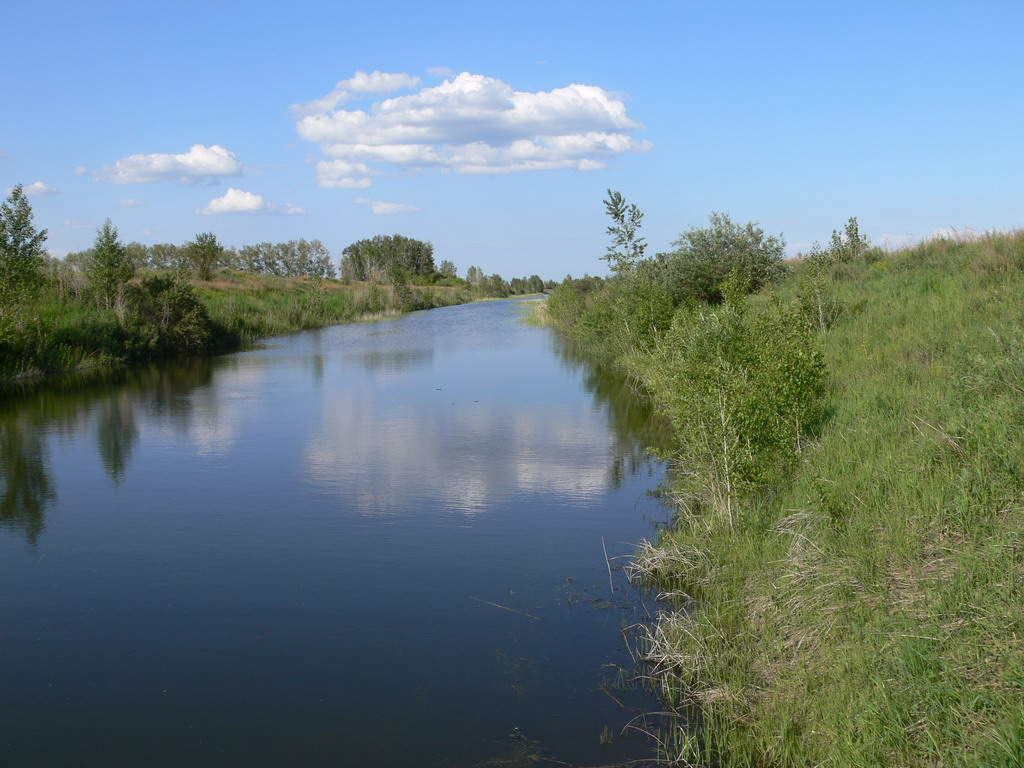
Koeloenda-hoofdkanaal ten noorden van het dorp Gljaden

Het Koeloenda-hoofdkanaal (Russisch: Кулундинский магистральный канал; Koeloendinski magistralny kanal) is een irrigatiekanaal in de Russische kraj Altaj van de rivier de Ob naar de Koeloendasteppe.

## Loop
Het kanaal start bij de Obrivier bij de stad Kamen aan de Ob, waar twee pompstations het water met 25 kubieke meter per seconde overpompen van de Ob (op 113 meter boven zeeniveau) naar het kanaal (op 140 meter boven zeeniveau). Het kanaal vervoert het water vandaar uit over 182 kilometer; eerst een klein stukje naar het zuidoosten en vervolgens de rest van haar loop naar het zuidwesten.
Het kanaal is tussen de 20 en 30 meter breed en 2 tot 3 meter diep en loopt door meerdere landbouwgebieden van de kraj binnen de districten district Kamenski, Tjoementsevski, Bajevski, Blagovesjtsjenski en Rodinski.
Over verschillende kanaalbruggen worden diverse lopen overspannen, waarvan de grootste de rivier de Koeloenda is. Een (geasfalteerde) weg volgt het kanaal over een groot deel van haar lengte.

## Geschiedenis
Het Koeloenda-hoofdkanaal werd ontworpen in de jaren 70 van de 20e eeuw voor de irrigatie van de akkerbouwgebieden in het westen van de kraj in de buurt van de grens met de Kazachse SSR, die te kampen hadden met droogte. Deze te irrigeren vlakten, gelegen rond Novotroitsk (district Rodinski) en Zlatopol (district Koeloendinski), zouden 20.000 hectare moeten gaan omvatten met daarnaast 18.500 hectare akkerbouw- en 45.000 hectare weidegebied in de oostelijker van het kanaal gelegen gebieden. De aanleg startte in augustus 1973 en in 1977 werd het eerste deel in gebruik genomen, nadat het belangrijkste pompstation bij de Ob was voltooid. In november 1983 werd het district Rodinski bereikt, waarop de plannen werden bijgesteld: De overige 120 kilometer naar Zlatopol zouden niet meer worden aangelegd. Het kanaal loopt nu tot aan de Koetsjoekrivier.
Tot op heden is het aantal hectares dat wordt bevloeid veel kleiner dan de geplande omvang. Daarnaast is het kanaal door achterstallig onderhoud bezig dicht te slibben, moerassig te worden en door gebrekkige afdichting veroorzaakt het kanaal op plaatsen een stijging van het grondwater, waardoor sommige plaatsen zelfs te kampen hebben met overstromingen. Momenteel zijn er plannen om het kanaal te renoveren.